# Aceton
Aceton je triviální pojmenování pro propan-2-on nebo též dimethylketon. Charakteristickou skupinou je karbonyl. Aceton je bezbarvá kapalina specifického zápachu, hořlavá, s vodou neomezeně mísitelná. Směs par s kyslíkem je výbušná. Používá se jako rozpouštědlo organických látek.

## Chemické vlastnosti
Aceton (dimethylketon, propanon) je z chemického hlediska zajímavý nejen jako organické rozpouštědlo, ale také jako výchozí surovina syntéz. Reaktivitu acetonu způsobuje přítomnost karbonylové skupiny. Kyslík má větší elektronegativitu než uhlík, a proto tuto vazbu polarizuje tak, že na kyslíku je parciální záporný a na uhlíku parciální kladný náboj. Aceton tedy reaguje s nukleofilními činidly, které mají přebytek elektronů. Tímto způsobem se může adovat například ethanol, voda, kyanid nebo ylid.
Aceton vykazuje také keto-enol tautomerii, i když rovnováha této reakce je výrazně posunuta ve prospěch keto formy. Enol forma se vyskytuje v 6,3×10−6 procentech.[zdroj?] Přesto je tento jev, tzv. enolizace, velmi důležitý pro reaktivitu. Díky tomu podléhá aceton například halogenaci či nitrosaci.

 Skupenské teplo tání je 98 kJ/kg, skupenské teplo varu 525 kJ/kg.

## Výskyt
V lidském organismu vzniká aceton v malém množství spontánní dekarboxylací acetacetátu, látky, která vzniká v játrech při zpracování mastných kyselin (z tuků). Acetacetát je tzv. ketolátka, která slouží jako alternativní zdroj energie (místo glukózy) pro buňky během hladovění. Aceton je vydýcháván v plicích. Při diabetu se při neadekvátní léčbě může tvořit zvýšené množství ketolátek, proto je dech diabetiků za určitých okolností cítit po acetonu.

## Výroba
Vyrábí se oxidací (dehydrogenací) isopropylalkoholu nebo rozkladem octanu vápenatého.
Další možností je výroba z kumenu oxidací peroxidem vodíku, ze kterého vzniká kumylhydroperoxid, jenž v kyselém prostředí přesmykuje na aceton a fenol.

## Využití v průmyslu

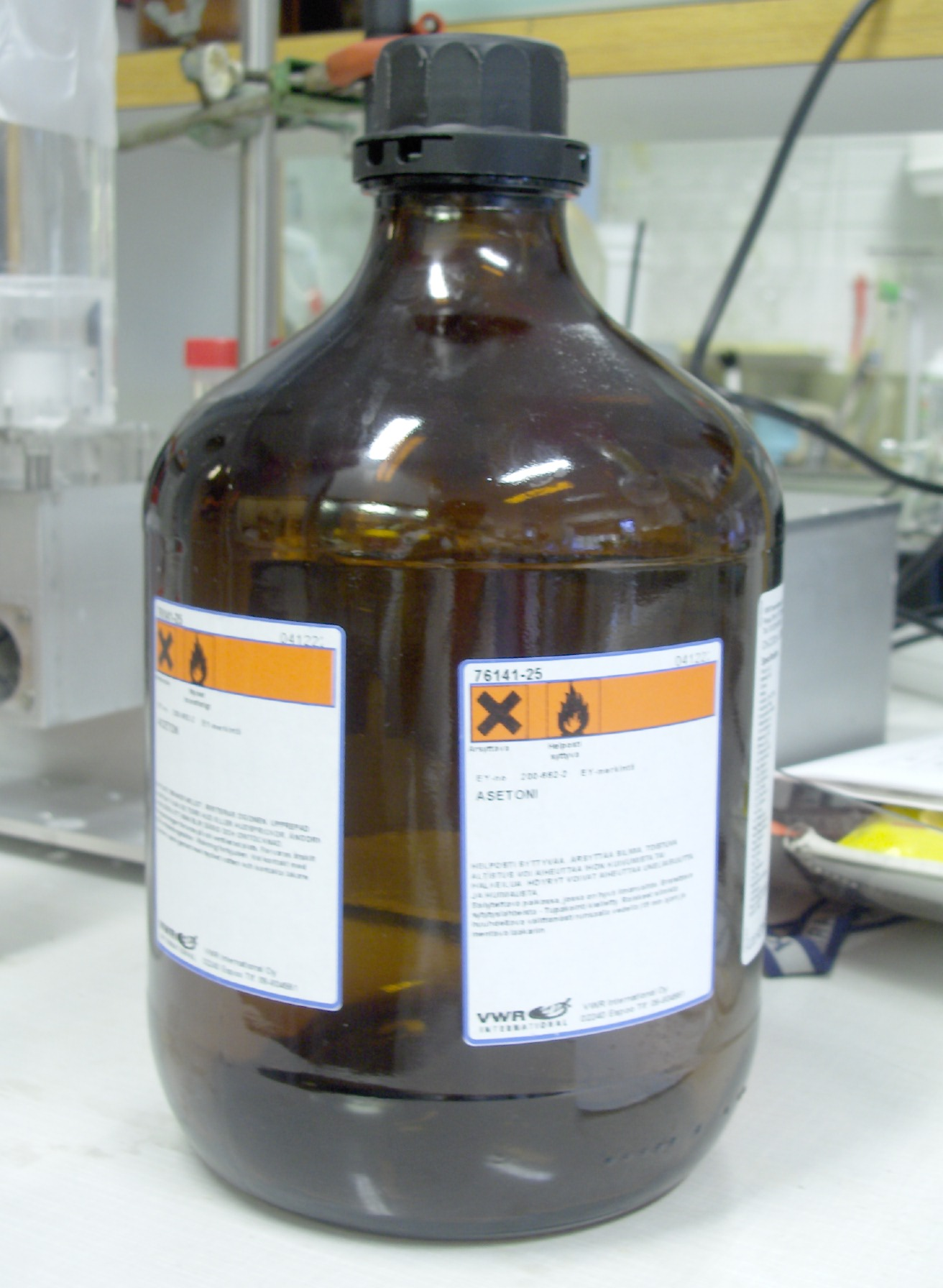
Láhev s acetonem

Aceton je základní surovinou chemického průmyslu. Využívá se při syntéze acetonkyanhydrinu, který působením kyseliny sírové přechází na methakrylamid sulfát. Tato sloučenina pak reaguje s methanolem za vzniku methylmethakrylátu – methylesteru kyseliny akrylové. To je základní stavební prvek polymeru známého jako plexisklo. Aceton se také využívá na výrobu podpatků a podrážek a jiných gumových dílů obuvi. Také se používá na rozpouštění acetylénu v lahvi.

## Bezpečnost

### Hořlavost
Hlavním nebezpečím spjatým s acetonem je jeho značná hořlavost. Sám se zapálí při teplotě 465 °C. Při teplotách nad zápalným bodem (−17 °C) mohou jeho směsi se vzduchem obsahující 2,5 až 12,8 % acetonu explodovat nebo deflagračně shořet. Páry acetonu mohou téci podél povrchů ke vzdáleným zdrojům zapálení a případný oheň pak šlehne zpět. Páry může zapálit také výboj statické elektřiny.

### Peroxidy acetonu
Aceton se může oxidovat na velmi nestabilní peroxidy. Může k tomu dojít nechtěně, například pokud se odpadní peroxid vodíku vylije do odpadního rozpouštědla obsahujícího aceton. Peroxidy acetonu jsou více než desetkrát citlivější na tření a náraz než nitroglycerin.[zdroj?] Kvůli této nestabilitě se využívají jen zřídka, navzdory snadné syntéze.

### Toxikologické vlastnosti
Aceton při běžném použití vykazuje zřejmě jen mírnou toxicitu a neexistují dostatečné důkazy pro chronické účinky na zdraví, dodržují-li se základní zásady.
Při velmi vysokých koncentracích par je aceton dráždivý a podobně jako mnoho jiných rozpouštědel působí tlumivě na centrální nervový systém. Je také velmi dráždivý při kontaktu s očima a při potenciálním vdechnutí kapalného acetonu do plic. V jednom dokumentovaném případě vedlo požití velkého množství acetonu k systémové otravě, ale pacient se nakonec zcela zotavil. Akutní expozice parám o koncentraci cca 4 750 mg/m3 nezpůsobuje významné toxické účinky, objevuje se pouze drobné přechodné postižení, například podráždění očí. U expozic 25 500 mg/m3 po dobu čtyř hodin bylo hlášeno zvracení a poruchy vědomí. Již při koncentracích 595 mg/m3 však docházelo ke změnám ve výsledcích neurobehaviorálních testů, u žen se při koncentraci 2 370 mg/m3 objevovaly menstruační poruchy.
Některé zdroje odhadují smrtelnou dávku LD50 pro člověka na 1 159 mg/kg (při požití). Čtyřhodinová inhalační LC50 pro myši je 44 g/m3, pro potkany 76 g/m3. Orální LD50 pro potkany je 5 800–7 138 mg/kg.
Je zajímavé, že aceton vykazoval antikonvulzivní účinky na zvířecích modelech epilepsie, aniž by se projevila toxicita, při podávání milimolárních dávek. Proto vznikla hypotéza, že ketogenní dieta s vysokým obsahem tuků a nízkým obsahem sacharidů, používaná klinicky pro léčbu epilepsie rezistentní na léčiva u dětí, účinkuje prostřednictvím zvýšení hladiny acetonu v mozku.

### Účinky na životní prostředí
Aceton se rychle vypařuje, a to i z vody a půdy. V atmosféře degraduje působením ultrafialového záření s poločasem 22 dnů. V půdě, zvířatech a vodních tocích se šíří pomalu, protože je částečně spotřebováván mikroorganismy. Vzhledem k dobré rozpustnosti ve vodě však může dojít ke kontaminaci spodních vod. Smrtná koncentrace (LC50) pro ryby je 8,3 g/l (cca 0,8 %) po dobu 96 hodin, poločas v tomto prostředí je 1 až 10 dnů. Aceton může znamenat významné riziko snížení obsahu kyslíku ve vodních systémech, vzhledem k jeho spotřebě mikrobiální aktivitou.